# Wilson, Kansas
Wilson är en ort i Ellsworth County i Kansas. Några av de tidiga bosättarna kom från Pennsylvania. Med början år 1874, bosatte böhmiska järnvägsarbetare sig i området och gjorde Wilson till en central ort för tjeckisk kultur i Kansas. Vid 2020 års folkräkning hade Wilson 859 invånare.

## Kända personer från Wilson
- John Kuck, friidrottare